# Kandijsko kraljestvo
Kandijsko kraljestvo je bilo neodvisna monarhija otoka Lanka, ki se je nahajalo v osrednjem in vzhodnem delu otoka. Ustanovljeno je bilo v poznem 15. stoletju in je trajala do začetka 19. stoletja. Prvotno je bilo podrejeno kraljestvu Kotte, a se je kmalu uveljavilo kot neodvisna sila med burnim 16. in 17. stoletjem, ki se je različno povezovalo s kraljestvom Džafna, dinastijo Madurai Nayak  iz Južne Indije, Sitawako in Nizozemci, da bi si zagotovili preživetje. Od petdesetih let dvajsetega stoletja so bili na otoku Šrilanka edina domorodna država in s kombinacijo taktike in diplomacije, ki so jo zagnali in evropskih kolonialnih sil v zalivu, preden so končno podlegli britanski kolonialni vladi leta 1818. Kraljestvo se je absorbiralo v Britanskem imperiju kot protektorat po Konvenciji iz leta 1815 in po avtonomiji Uva po letu 1817 vsekakor izgubili svojo avtonomijo.

## Ime
V preteklih letih je bilo Kandijsko kraljestvo poimenovano s številnimi imeni. Ta so:
- Kanda Uda Pasrata
- Kraljestvo Senkadagala
- Kanda Udarata
- Kraljestvo Mahanuwara
- Sri Wardhanapura
- Sinhalé
- Thun Sinhalaya ali Tri Sinhala
- Kande Nuwara

## Geografija
Veliko ozemlja Kandijskega kraljestva se je nahajalo v gorski in močno gozdnati notranjosti Šrilanke, ki je z gorskimi prelazi do prestolnice ponujalo veliko priložnosti za zasede. Poti v mesto so bile skrivne, informacije o njih pa so lahko pogosto povzročile smrt. Mnoge poti v hribovsko državo so postale neprehodne med letnim monsunom, zelo razširjena je bila tudi malarija. Vladarske sile so izkoriščale pokrajino v svojo korist z gverilsko vojno proti invazivnim silam  in evakuirale glavne urbane centre, ko so se bližale sovražne sile - taktiko s posebnim učinkom v kandijskih vojnah. Čeprav je bilo kraljestvo občasno dostopno v pristanišču Batticaloa, ni imelo pomorskih sil in ni moglo preprečiti, da ne bi bili Portugalci in Nizozemci močno prisotni na nižjih območjih.

## Zgodovina

### Ustanovitev
Mesto Senkadagalapura je bilo mogoče ustanovljeno že sredi 14. stoletja med vladavino Vikramabahuja III. iz Gampole (1357-1374). Osrednji Šrilanki so vladali kralji od začetka 15. do poznega 16. stoletja; s slabitvijo kraljestva Kotte v luči portugalskega vpliva na območje v avtonomni domeni s Senkadagalapuro kot svojo prestolnico. Po uničenju Vijayabahuja VII. iz Kotteja leta 1521 in kasnejši razdelitvi kraljestva Kotte se je Kandi osamosvojil in se izkazal kot resen tekmec vzhodnim in južnim kraljestvom.

### Vzpon: 1521–1594
Po uničenju Vijayabahuja VII. leta 1521, je bilo kraljestvo Kotte razdeljeno na tri konkurenčne države - Sitawaka, Raigama in kraljestvo Bhuvanekabahuja VII. kraljestvo Kotte. Od teh je Sitawaka, pod dinamičnim vodstvom Mayadunne, predstavljala največjo grožnjo avtonomiji drugih držav. Leta 1522 so si Kandijci zagotovili portugalsko zaščito pred Sitawaki, vendar se je zavezništvo končalo leta 1546, ko so portugalske in kotske sile napadle kraljestvo. Leta 1560 se je Kandi povezal s kraljestvom Džafna proti Portugalcem.
Območje Kandija je bilo napadeno dvakrat v 1570-ih in 1580-ih letih, najprej leta 1574, nato pa leta 1581 s strani novega kralja Sitawake Rajasinha I. Rajasinha I., kralj Siwatake - ki je že dosegel pomembno zmago nad Portugalci v bitki pri Mulleriyavi - je uspel dokončno pripojiti kraljestvo; kandijski kralj Karalliyadde Kumara Bandara (tako znan kot Jayavira III.) je pobegnil na sever v kraljestvo Džafna kraljestvo s svojo hčerko, Kusumasana Devi in njegovim svakom, Yamasinghe Bandaro (mož Done Catherine). Oba sta sčasoma padla pod portugalsko oblast, prevzela krščanstvo in sprejela imena Dona Catherina in Dom Filipe.  V tem času so Portugalci prav tako zahtevali da je Kandijsko kraljestvo navedlo Dharmapalino donacijo iz leta 1580 kot precedens. 
Vlada Sitawake nad Kandijem se je težko uveljavila. Wirasundara Mudiyanse, Rajasinhov podkralj na tem območju, se je kmalu po prvem osvajanju uprl; čeprav je bil njegov upor zatrt, se je zgodil leta 1588 drug. Odpor na koncu združen okoli Konnappu Bandare, sin Wirasundara, ki je zbežal na portugalske otoke po očetovem umoru, ki so ga izvedli agenti Rajasinhe. Med letoma 1591 in 1594 se je vrnil, zasegel Kandijski prestol pod imenom Vimaladharmasuriya I. in poročil Dono Catherino. Z zmago nad Sitawako in Portugalci (ki so kmalu leta 1592 zasedli v Kandi) si je zagotovil svoj položaj.
Strateška situacija na Šrilanki se je dramatično spremenila, ko se je Vimaladharmasurya I. dvignil na oblast. Na severu so Portugalci leta 1591 odstavili kralja Puviraja Pandarama kraljestva Džafna in namestili njegovega sina Ethirimana Cinkama kot njim privrženega kralja. Leta 1594 Rajasinha I. umre in kraljestvo Sitawaka razpade. Kandi je ostala edina domorodna oblast zunaj evropske prevlade. Leta 1595 je Vimaladharmasurya prinesel relikvijo Budov zob - tradicionalni simbol kraljeve in verske oblasti med Singalci - v Kandi in ta vstopi v dolgo obdobje izčrpavajočega bojevanja s Portugalci, ki se začne s kampanjo za Danture.

### Konsolidacija in medsebojni vpliv z Nizozemci: 1594–1739
V času preostale vladavine Vimaladharmasurya se je nadaljevala sovražnost med portugalskim in kandijskim ljudstvom. Kandijce so med letoma 1594 in 1596 vodili Domingos Correa in pozneje Simao Correa.
Odnosi med Nizozemsko republiko in Kandijci so se začeli 2. junija 1602, ko je nizozemski raziskovalec Joris van Spilbergen prispel v Santhamuruthu na vzhodni obali Šrilanke.  Kasneje istega leta je Nizozemska vzhodnoindijska družba  poslala Sebalda de Weerta v Kandi, da bi se pogajal o sporazumu. Obisk se je končal s katastrofo ko so bili gostje užaljeni nad vedenjem kandijskih gostiteljev, sledil je prepir in de Weert in več njegovih spremljevalcev so ubili.
Vimaladharmasurya je umrl leta 1604. Prestol je prenesel na svojega bratranca Senarat, ki je bil tedaj duhovnik, vendar je zapustil sanghe in se poročil z Dono Catherino. Leta 1611 so portugalske sile zasedle Kandi v imenu Mayadunne iz Uya in še enkrat požgale mesto.  Leta 1619 je bil Cankili II. umaknjen in kraljestvo je padlo pod Portugalski imperij. Kljub neuspehu je Senarata leto 1612 preživel kot kralj, to je bila pogodba z Nizozemsko vzhodnoindijsko družbo. Ko je prišla pomoč v obliki omenjene družbe, ki je prispela leta 1620, ni uspel zavarovati Trincomalee in so ga zasedli Portugalci.
Portugalci so okrepili svoj položaj v 1620-ih z gradnjo utrdb na Kalutari, Trincomalee, Batikaloi, in v Sabaragamuwi ter nadgradili utrdbe v Kolombu, Galle in Manikkadawari. Katastrofalen poraz v bitki pri Randeniweli 2. avgusta 1630, v katerem je bil ubit portugalski kapetan-general Constantino De Sa de Noronha je povzročil, da so velike dele portugalskega Cejlona preplavili Kandijci.  Notranja nestabilnost je še enkrat preprečila Kandijcem zavarovati svoje pridobitve in v času Senaratove smrti leta 1635 je nižinska Šrilanka še enkrat padla pod portugalski nadzor.
Prestol je zdaj prešel na Senaratovega sina Rajasinha II., ki je vodil Kandijce do velike zmage nad Portugalci pri Gannoruwi 28. marca 1638. Navzočnost Portugalske na Šrilanki je bila zelo oslabljena. V maju istega leta je Rajasinha sklenil obsežno zavezništvo z Nizozemci, ki so zdaj nadzorovali Batavijo. Batticaloo in Trinidad, ki so padli leta 1639, Galle leta 1640 in kandijske sile so zasegle portugalska ozemlja na celini.
Odnosi med Nizozemci in Kandijci so bili težki od začetka in zveza je razpadla v 1640-ih. Obe strani sta ponovno združili moči v 1650-ih za boj s Portugalsko, a je končni prelom prišel leta 1656 po padcu Kolomba in končnem izgonu Portugalcev iz Šrilanke. Rajasinha je zahteval, da se trdnjava preda Kandijcem v rušenje; novembra so Nizozemci to zavrnili in odpeljali kralja in njegovo vojsko iz bližine. Rajasinhova drža nad lastnim prebivalstvom je bil šibka, vrstili so se upori v 1664 in 1671, kar so izkoristili Nizozemci in zavzeli velike dele Sabaragamuwa leta 1665, kot tudi Kalpitiya, Kottiyar, Batticaloa in Trincomalee. Zaseg pristanišč je bil resen udarec Kandijskemu kraljestvu - ne samo, da so bila nizozemska gospodarstva zdaj bolj ali manj povezana z ozemljem, ki so ga imeli Portugalci, tudi vsa trgovina je bila zdaj v nizozemskih rokah. Rajasinha se je poskušal pogajati o zavezništvu s Francozi, ki so zasegli Trincomalee, vendar so jih Nizozemci izgnali leta 1672. Kandijske akcije leta 1675 in 1684 so ponovno prinesle nekaj ozemlja, vendar jih v času Rajasinhove smrti leta 1687 se nobeno mesto ni vrnilo pod nadzor Kandijcev. 
Rajasinhov sin je zasedel prestol kot Vimaladharmasuriya II. in njegovih dvajset let vladanja (1687-1707) se je izkazalo za relativno mirno. Trgovinska vojna je izbruhnila leta 1701, ko so Kandijci zapirali svoje meje z nizozemskimi ozemlji, da bi spodbudili trgovino prek pristanišč Puttalam in Kottiyar. Posledica tega je bila, da so Nizozemci izgubili nadzor nad trgovino z oreščki palme areka (Areca catechu); do leta 1707 so se ponovno odprle kandijske meje in zaprli obe pristanišči. Po smrti Vimaladharmasurya ga je nasledil njegov sin, ki je vladal kot Vira Narendra Sinha. V ravninskih deželah se je v 1720-ih in 1730-ih zgodilo več proti nizozemskih vstaj; Kandijci so napovedali vojno Nizozemcem leta 1736 in zasegli nekaj ozemlja. Sovraštvo se je okrepilo z imenovanjem Gustaafa Willema van Imhoffa kot guvernerja, leta 1737 pa so bili nizozemski in Kandijci ponovno v miru.

### Najakari in prihod Britancev: 1739–1803
Naslednja kriza se je pojavila ob smrti Narendrasinha leta 1739. Kralj je imel enega sina singalca - Unambuve Bandara, vendar je bilo nasledstvo na prestolu rezervirano izključno za tistega s predniki po materini in očetovi strani, Unambuveova mati pa je bila iz nižje kaste. S podporo bhikkhuja Weliwita Sarankara, je krona prešla na brata ene izmed višjih Narendrasinhovih žena, člana telugu govorečega in tamilsko govoreče dinastije Najak iz južne Indije.  Sri Vijaya Rajasinho je bil kronan kasneje istega leta.
Odnosi med Singalci, vključno s kandijsko aristokracijo in Najakarci, so ostali napeti v 18. in zgodnjem 19. stoletju. Že v času vladavine Narendrasinha so poskusi imenovanj Najakarsov na pomembne položaje na dvoru naleteli na upor, vključno z enim leta 1732. Najakarsko plemstvo – ki je večinoma izključevalo in monopoliziralo dostop do kralja - je delovalo, kot da so privilegirani nad avtohtono aristokracijo, močnih adigarsov. V času vladavina Sri Vijaya Rajasinhe (1739-1747) je bil relativen mir, njegov naslednik Kirti Sri Rajasinha pa je moral obravnavati dva velika upora. Prvič leta 1749, ki je bil usmerjen v njegovega očeta Narenapp; drugič leta 1760, veliko bolj nevarna vstaja, ki ga je poskušalo zamenjati s siamskim princem.  Kljub temu je dinastija Najakar vladala, podprla pokroviteljstvo budizma in kandijsko kulturo.
V času vladavine Sri Vijaya Rajasinha in Kirti Sri Rajasinha so Kandijci začeli številne racije in vpade na nizozemska ozemlja, vključno s priključitvijo vasi v letih 1741, 1743 in 1745. Nizozemski guvernerji, podrejeni Batavii, so imeli stroga naročila izogibati se konfliktu s kraljestvom, ne da bi pri tem odstopili od svojih privilegijev, vključno z monopolom trgovanja s cimetom. Leta 1761 je Kirti Sri Rajasinha začel močan vdor v nižinsko pokrajino, ki ga je pripeljala do Matare in Hanwella ter številnih mejnih okrožij. Izkazalo se je za katastrofo; Nizozemci so leta 1762 ponovno prevzeli Matara in Hanwella, leta 1763 pa zasegli mesto in Chilaw, nato pa se v notranjost preselili v dvodelni invaziji. Kandijci so evakuirali Senkadagalo, ki so jo Nizozemci požgali; izkrčili so tudi kmetijska zemljišča, kar je leta 1764 postavilo kraljestvo na rob lakote. Kirti Sri Rajasinha je leta 1762 zaprosil za pomoč britanske oblasti, a ni uspel zagotoviti zavezništva. Do leta 1765 so Nizozemci lahko sklenili pogodbo glede vrnitve ne samo obmejnih okrožij, ampak vseh obalnih pokrajin; tako je bilo kraljestvo odrezano od zunanjega sveta. Odnosi med Nizozemci in Kandijci so ostali mirni vse do izgona prvih z otoka leta 1796.
Čeprav je več britanskih vojakov in duhovnikov pristalo na Šrilanki že v 1590-ih, [18] je najbolj znan Robert Knox, ki je objavil An Historical Relation of the Island Ceylon (Zgodovinsko razmerje na otoku Ceylon) in temelji na njegovih izkušnjah v času vladavine Rajasinghe II. leta 1681. Sto let kasneje se je britanska vpletenost v zadeve Šrilanke začela resno, ko je admiral Edward Hughes začel resno z zasegom Trincomaleeja, kot del splošnih britansko-nizozemskih sovražnosti v ameriški vojni za neodvisnost.
Nemir francoske revolucije se je razširil na Nizozemsko do leta 1795, nizozemski Cejlon pa je nastopil v času Batavianske republike med naslednjim konfliktom. Britanci so hitro aneksirali nizozemske posesti na Šrilanki, zavzeli Trincomalee (ki je bil vrnjen Nizozemcem leta 1794) med 28. in 31. avgustom, Batikaloo 18. septembra in Džafno 28. septembra. Migastenne Disawa, kandijski veleposlanik, je izpogajal pogodbo v Madrasu, ki je zagotavljala vračanje velikega dela vzhodne obale Kandijcem februarja 1796; do 15. tega meseca je padel Kolombo in končala se je nizozemska vlada na otoku.
Kirti Sri Rajasinha je umrl sredi teh dogodkov januarja 1796, nasledil ga je njegov brat Sri Rajadhi Rajasinha. Novi kralj je zavrnil pogoje Migastenove pogodbe ter prikrajšal kraljestvo priložnosti, da ponovno pridobi zemljišča, ki jih je prejšnja generacija izgubila.  To se je izkazalo za usodno odločitev; Britanci so takoj začeli organizirati nove pridobitve, vzpostavili sisteme vladanja, izobraževanja in pravičnosti. Z imenovanjem Frederika Northa (1798-1805) kot prvega britanskega guvernerja Cejlona je bilo vse upanje, da bodo Kandyanci ponovno vzeli svoja vzhodna ozemlja, v bistvu izginili.
Sri Rajadhi Rajasinha je umrl 26. julija 1798 brez dediča. Britanska vzhodnoindijska družba in krona sta kontrolirali otok od 1798 do nastanka britanske kronske kolonije Cejlon leta 1802. nad kraljem je bedela močna prva ministrica Pilima Talawe, ki se je zdaj določila mladega nekronanega kralja, 18-letnega Konnasamija kot Sri Vikrama Rajasinha. Muttusami, zet Sri Rajadhi Rajasinha, je tako zahteval prestol v Kandiju, a ga je Pilima Talawe aretirala. Sri Vickrama Rajasinha je hotel prestol zase in se z Britanci srečal v Avissawelli med letoma 1799 in 1801. Pogajanja z različnimi variantami so bila zavrnjena.
Teritoriji, ki so jih še vedno imeli Nizozemci na otoku, so bili formalno odstopljene Britancem v pogodbi iz Amiensa iz leta 1802, vendar je angleška družba še vedno ohranila monopol nad trgovino. Britanski agenti so bili odgovorni za donosno ribištvo z biseri, plantaže bombaža, sol in tobak. Prva tri leta je vlada prejela 396.000 £ iz ribištva z biseri. To je nadomestilo nižjo ceno cimeta zaradi nizozemskih zalog v Amsterdamu.
Med naraščajočo napetostjo so se zadeve zaostrile, ko je bila skupina Mavrov pridržana in pretepena s strani agentov Pilime Talawe. 31. januarja 1803 je britanska vojska, ki jo je vodil general Hay Macdowall, odšla v Kandi in ugotovila, da je ta evakuiran. Britanska vojska je postavila Muttusamija, vendar se ga Kandijci niso bali. Britanci so bili obkroženi s sovražnimi ljudmi, brez hrane in trpeli od bolezni. Macdowall je zbolel in zadolžil majorja Davieja. Britanci so zapustili Kandi z bolniki, ki so jih pustili za sabo in so umrli. Kandijske sile so ustavile umik na reki Mahavali, usmrtili Muttusamija in vse britanske zapornike, razen Davieja in tri druge. Ta Kandijska vojna je trajala dve leti in je postala najdaljše in najintenzivnejše obdobje vladarskih vojn, ker je guverner Severa nadaljeval s pošiljanjem sil na meje.

### Aneksija in upor: 1803–1817
Sri Wickrama Rajasinha je vse bolj nepravično in muhasto vladal, kar je povzročilo resne nemire med prebivalstvom. Velik upor leta 1808 v Seven Korales ga skoraj spravil ob prestol. Močna Pilima Talawe se je uprla leta 1810, ko je bil ujet in usmrčen. Leta 1814 je kralj odredil v Kandiju za Ehelepola Adigarja, Dissava iz Sabaragumama. Ehelepola, ki je sumil na past, je to zavrnil; v maščevanju je kralj njegovo ženo in tri otroke usmrtil. Ljudstvo se je zdaj obrnilo proti kralju.  Kralj je bil tudi med duhovščino zelo nepriljubljen zaradi nenadnih in brutalnih zasegov njihove zemlje in dragocenosti.
Novembra 1814 so na ozemlju Kandija deset britanskih oseb ujeli in pohabili. Guverner Robert Brownrigg je premaknil nekaj britanskih sil, ki so se januarja 1815 preselile iz obalnih utrdb, pod vodstvom domačih sil pod Ehelepolo. Molligoda, naslednik Ehelepola v Sabaragumuwu in Dissava iz Four Korales, sta februarja prešla k Britancem; 18. februarja so zasegli Kandi in Sri Wickrama Rajasinghe 18. februarja ujeli. Njegov sin je umrl brez otrok leta 1843, in linija Najakar se je končala.
2. marca 1815 so se britanski predstavniki, med njimi Robert Brownrigg in John D'Oyly, srečali s plemstvom kraljestva in sklenili na konferenci sporazum pod imenom Kandijska konvencija. Rezultat sporazuma je omogočil zaščito budizma in ohranitev lokalnih vladnih sistemov pod vodstvom britanskega guvernerja v Kolombu in pod nadzorom britanskih agentov v Sabaragumu, Tri Korale in Uva. V praksi pa so se lokalni šefi, kot sta Ehelepola in Molligoda, zelo zavedali, da so bili na koncu odgovorni Britancem.
Upor je izbruhnil leta 1817 v Wellassi, hitro se je razširil na Uva in Walpane. Keppitipola, Dissave iz Uve, je bil poslan, da zatre vstajo, a se je namesto tega pridružil upornikom. Do julija so se vsi kandijski poveljniki, razen Molligoda, pridružili uporu; več jih je bilo ujetih in 1. novembra se je upor končal. Voditelji so bili obsojeni 26. novembra 1817. Konvencija je postala nična in neveljavna, Britanci pa so začeli razbijati moč plemstva. Čeprav so se leta 1820, 1823 in 1824 pojavile manjše vstaje, nobena od njih ni resno grozila britanski vladi v visokogorju.

## Vlada

### Kralj
V skladu s kandijskim upravnim sistemom je bil kralj vodja vseh področij. Znan je bil tudi kot »Lankeshwara Thrisinhaladheeshwara«. Sprejet je bil kot kralj vse dežele in je bil zato znan kot »Bhupathi«. Čeprav je bil kralj imenovan »Adeeshwara«, je moral vladati po nasvetih budističnih duhovnikov in voditeljev. V nasprotnem primeru bi se ljudje uprli. Vikrama Rajasinha se je moral predati Britancem samo zato, ker je ignoriral nasvet budističnih duhovnikov in voditeljev in ni sledil starodavnim tradicijam.
Kandijski kralji so postali vladarji celega otoka z Vimaladharmasurijo I.

### Kraljev svet

#### Maha Adigars
Osebe je postavil v naziv in pisarno kralj, ti imenovani pa so postali kraljev svet ministrov. Istočasno so obstajali Adigarji in najstarejši od Adigarjev je bil znan kot Maha Adikarm ali prvi Adikar; podobno kot položaj današnjega predsednika vlade. Adigar je bil fevdalni naziv, povezan z visokim položajem med obstojem Kandijskega kraljestva. Ni imel časovne omejitve, ker je dobil mesto volji kralja, kar pomeni za njegovega življenja. Položaj ni bil deden, čeprav so bili lahko imenovani člani iste družine.

#### Rate Mahaththayas
Rate Mahatmya je bil fevdalni naslov Kandijskega kraljestva, ki je postal del britanske kolonialne uprave v Kandiju in Osrednji regiji Cejlon.
Osebe, ki jih je v naziv in pisarno imenoval kralj, so predstavljale vodstvo lokalne administracije, znanke kot Korale, administrativne enote kraljestva pa Dissava. Tudi ti niso imeli časovne omejitve. Položaj ni bil deden..

#### Disava
Dissava je bila fevdalna in kolonialna služba na Šrilanki. Izhajajoč iz singalskih kraljestev, je bila ohranjena pod zaporednimi evropskimi kolonialnimi silami in sicer pod portugalskim imperijem, nizozemsko vzhodnoindijsko družbo in britanskim imperijem.
Osebe je imenoval kralj in so bile pooblaščene za vodenje administracije velike pokrajine kraljestva, znane kot Dissava in bili kraljevi osebni predstavniki, davčni zbiralci na tem območju. V današnjem času kot kombinacija predsednika vlade in guvernerja Šrilanke.

#### Diyawadana Nilame
Diyawadana Nilame je bil zadolžen za varovanje in izvajanje ritualov za Budovo sveto relikvijo.Odgovoren je bil za nadzor vseh vidikov Sri Dalada Maligawa. Ena od njegovih glavnih dolžnosti je bila organizirati letno procesijo, Esala Perahero.

## Zakon
Kandijsko kraljestvo je imelo svoj zakon. Nekateri aneksirani deli so imeli Šrilanški zakon skupaj s splošnim pravom, rimsko nizozemski zakon in zakon »Thesawalamei«.

## Vojska
Kar zadeva vojsko, so bili vsi lokalni poveljniki na vojaških potovanjih po kraljestvu. Večji del vojske so sestavljali lokalni kmečki naborniki, ki so se urili okoli dvajset dni in delovali v ločenih enotah pogosto brez stika z drugimi. Eden od razlogov nesposobnosti vladarja, da bi zadržal ozemlje, ki so ga zajeli, je bila slaba logistična podpora, saj se je veliko vojakov vrnilo v bazo, da bi dopolnili svoje zaloge, ko jih je zmanjkalo. 
Interakcija z Evropejci je pripeljala do uvedbe mušket in drugih vrst orožja orožja, tako da sta bili leta 1760 lok in puščice zastarela. Kandijski orožarji so bili specializirani za proizvodnjo lahkih pušk z manjšimi odprtinami od evropskih pušk, s podaljški za natančnost. Kandijci so tako razvil edinstveno obliko ročnega topa, kodithuwakkuwa.  Te inovacije so omogočile kraljestvu, da proizvaja težko topništvo po obsegu in kakovosti evropskih sil.

## Gospodarstvo
V času vladavine Vimaladharmasuriya I. so naredili veliko korakov za razvoj in izboljšanje gospodarstva. Ukrepali so za izboljšanje železarske industrije v provinci Uva in kmetijstva na krajih, kot so Kothmale, Walapane, Harispaththuwa, Uva, Hewaheta, Udunuwara, Yatinuwara in Ududumbara.
Uvoz je obsegal svilo, čaj in sladkor, medtem ko so izvažali cimeta, poper in oreščke palme areka.

## Administrativne enote
V zgodnjih letih kraljestva je bilo to sestavljeno iz enot: 
| ime            | trenutno ime              | trenutno okrožje |
| -------------- | ------------------------- | ---------------- |
| Siduruwana     | Uda Nuwara in Uda Palatha |                  |
| Balawita       | Harispaththuwa            |                  |
| Matale         | Matale                    | okrožje Matale   |
| Dumbara        | Dumbara                   |                  |
| Sagama Tungama | Walapane in Hewaheta      |                  |